# 阿卜杜勒哈迪宫

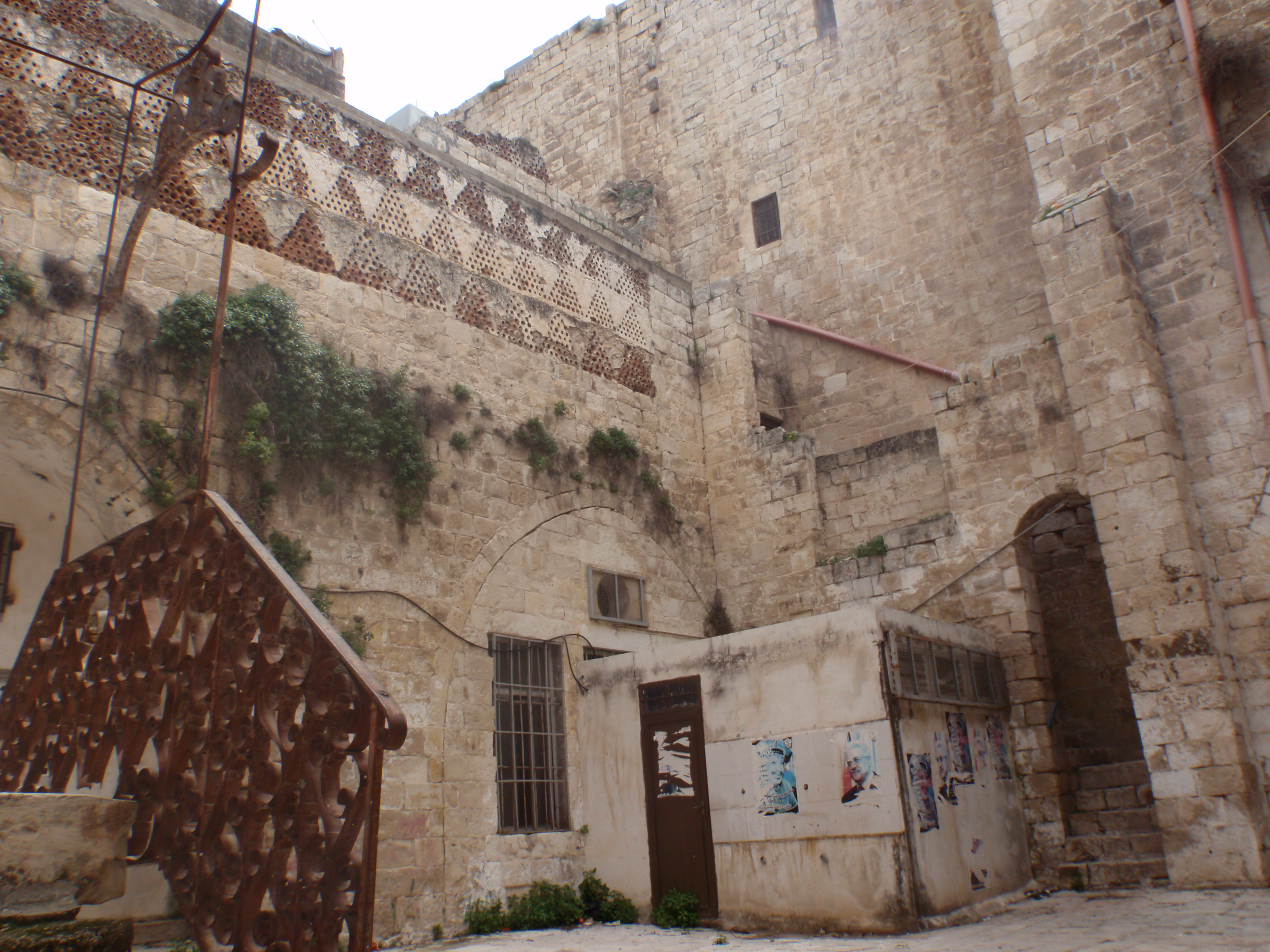
阿卜杜勒哈迪宫庭院内部，2011年

阿卜杜勒哈迪宫（Qasr Abd al-Hadi）是一个大型宫殿，坐落在纳布卢斯老城Qaryun 区。它建于19世纪，是控制纳布卢斯地区的阿卜杜勒哈迪家族的住所。它有三个楼层，拱门，蜿蜒的楼梯，幽深的庭院，花园，阳台，建材主要使用白色石灰石。

该建筑由当时的总督马哈茂德·阿卜杜勒-哈迪本人设计。海法英国副领事的妹妹玛丽·罗杰斯在1860年代初评价说：
“这是我在巴勒斯坦见过的最漂亮的住宅。它是用精心凿成的石灰石建造，大理石的路面、圆柱和拱门。”
今天，阿卜杜勒-哈迪家族的一些人仍然居住于此。2002年，阿卜杜勒-哈迪宫在纳布卢斯战役期间被以色列炮火击中损坏。